# Іду до тебе…
«Іду до тебе…» (рос. «Иду к тебе...») — український радянський художній фільм 1971 року, присвячений 100-річчю з дня народження української поетеси Лесі Українки. Кінооповідання про чотири роки її життя: 1897—1901.
Фільм вийшов в прокат в УРСР у 1971 році з українським дубляжем від Кіностудії Довженка.

## Сюжет
Фільм розповідає про трагічне кохання Лесі Українки до революціонера-марксиста Сергія Мержинського. Фільм про подорож поетеси до свого коханого, у дослівному та метафоричному сенсі водночас. Після смерті Мержинського Українка написала поему «Одержима», що стала відображенням сили духу поетеси. Але не тільки любовна лірика є у цьому фільмі. Він нагадує нам про любов поетеси до України, до рідної мови, що за словами Лесі є «душею народу», її революційну та національну позицію у справі боротьби за існування України. Фільм складається з мозаїки спогадів, настроїв, уривчастих епізодів, які сплітаючись створюють чисту ліричну мініатюру.

## Цензурування сценарію
Через втручання керівних органів компартії у зйомку фільму одна з написаних Іваном Драчем сцен не була реалізована у задуманому автором вигляді, що було відзначено навіть радянською критикою. У «Доповідній записці відділу культури ЦК Компартії України про деяких членів Спілки письменників України» від 18 грудня 1973 року завідувач відділу культури ЦК Компартії України, окрім іншого, писав що сценарію фільму, написаний Іваном Драчем «позначений серйозними ідейно-художніми недоліками» й в процесі зйомок неодноразово "перероблявся, тричі змінювався склад постановочних груп, допущені великі перевитрати державних коштів. Однак у фільмі (виробництво 1971 р., режисер М.Мащенко) не були до кінця подолані закладені в сценарії недоліки: Леся Українка зображена однобічно, поза її діяльністю як представниці революційно-демократичного руху, дещо перебільшено національний момент.

## Актори
- Алла Демидова — Леся Українка
- Микола Олялін — Сергій Мержинський
- Ольга Матешко — Віра Крижанівська
- Клара Лучко
- Юлія Ткаченко
- Костянтин Степанков
- Іван Миколайчук
- Роман Черкашин — Костянтин Семенович, батько Сергія
- Ігор Стариков
- Іван Гаврилюк
- Леонід Бакштаєв
- В'ячеслав Воронін (немає в титрах) та ін.

### Знімальна група
- Сценарист: Іван Драч
- Консультант: Микола Бажан
- Режисер-постановник: Микола Мащенко
- Оператор-постановник: Олександр Ітигілов
- Художник-постановник: Олексій Бобровников
- Композитор: Володимир Губа
- Режисер: Юрій Ляшенко
- Звукооператор: Юрій Горецький
- Оператор: Л. Ребракова
- Костюми: Ольги Яблонської, Є. Лисенко
- Гример: Олена Емма
- Монтажер: С. Новікова
- Редактор: Л. Чумакова
- Асистенти: Оксана Лисенко, Євген Пітенін, Аркадій Першин, Володимир Довгальов, Павло Степанов
- Комбіновані зйомки:
  - оператор: Павло Король
  - художник: Михайло Полунін
- Державний заслужений симфонічний оркестр УРСР, диригент: Володимир Кожухар
- Директор картини: Микола Мокроусов

## Виробництво
Початково режисером стрічки став Роллан Сергієнко, і для свого творчого задуму він запросив на роль Лесі Українки російську акторку українського походження Ірину Купченко. Згодом режисером стрічки став Юрій Лисенко, і для свого творчого задуму він запросив на роль Лесі Українки українську балерину Київського театру Елеонору Стебляк. Сергієнко та Лисенко разом витратили пів кошторису фільму на попередню підготовку та організацію проб. Пізніше голова ювілейного комітету до сторіччя Лесі Українки Олесь Гончар запропонував Миколі Мащенко стати режисером — Мащенко був вже третім режисером, що взявся за цю стрічку.